# Acantholyse
Acantholyse is een verschijnsel dat bij microscopisch onderzoek van bepaalde huidziekten te zien is. In de opperhuid zijn de cellen normaal stevig aan elkaar verbonden. Bij acantholyse gaan deze verbindingen verloren, en laten de cellen van elkaar los. Zo kunnen blaren en oppervlakkige verwondingen ontstaan. Het is een van de manieren waarop blaren in de huid kunnen ontstaan.
Het woord verwijst naar 
- het stratum acanthosum (synoniem: stratum spinosum), het middendeel van de opperhuid.
- lyse, oftewel losraken.

## Aandoeningen met acantholyse
Huidaandoeningen gekenmerkt door acantholyse:
- Pemphigus vulgaris: hierbij gaan de verbindingen tussen de cellen verloren door een autoimmuunproces
- Staphylococcal scalded-skin syndrome: hierbij worden de verbindingen tussen de cellen afgebroken door een toxine geproduceerd door de bacterie Staphylococcus aureus
- Ziekte van Hailey-Hailey: een erfelijke aandoening, waardoor de verbindingen niet de normale sterkte hebben.
- Ziekte van Grover

Soms kan acantholyse gezien worden bij:
- Krentenbaard, namelijk als het blaarvormend is
- Keratosis actinica